# Bascuñana
Bascuñana es un municipio en la subcomarca de la Riojilla Burgalesa, en los Montes de Ayago de la provincia de Burgos, partido judicial de Briviesca,  comunidad autónoma de Castilla y León, España.

## Contexto geográfico
Situada en la comarca de Montes de Ayago y río Tirón a 60 kilómetros de Burgos, abarca una extensión de 7,76 km² y cuenta con una población de 18 habitantes (INE 2024). Su término municipal incluye la Entidad Local Menor de San Pedro del Monte.

## Historia
A la caída del Antiguo Régimen queda constituida como ayuntamiento constitucional del mismo nombre en el partido  Belorado, región de  Castilla la Vieja, contaba entonces con 62 habitantes.

## Demografía
Bascuñana cuenta con una población de 18 habitantes (INE 2024).
| Gráfica de evolución demográfica de Bascuñana entre 1842 y 2021 |
| |
| Población de derecho según los censos de población del INE Población de hecho según los censos de población del INEEntre el censo de 1857 y el anterior, crece el término del municipio porque incorpora a San Pedro del Monte. |

## Festividades
El 12 de octubre se celebran las fiestas patronales en honor de la Virgen del Pilar, y para San Tirso, el 28 de enero.